# Kerolox
El Kerolox es un nombre común para una combinación de combustible y comburente utilizada para propulsar cohetes espaciales. El combustible es RP-1, un derivado del petróleo similar al queroseno, y el comburente es oxígeno líquido (LOX). Al unir la palabra "queroseno" (o keroseno) con LOX surge el término Kerolox. Cohetes como el Atlas, Delta II, Titan 1, Saturn IB y Saturn V usaron el Kerolox como combustible en sus primeros lanzamientos. Por su eficiencia, seguridad y relativo bajo coste, los cohetes rusos Soyuz y Angará o los estadounidenses Falcon de SpaceX siguen utilizándolo en la actualidad.
- Datos: Q21569031